# 1. FSC Graz
Der 1. FSC Graz (vollständiger Name 1. Futsal Club Graz) war ein österreichischer Futsal-Verein, der bis zur Saison 2011/2012 in der Österreichischen Futsal-Bundesliga spielte.

## Geschichte
Der 1. FSC Graz wurde im Mai 2007 von Gerhard Zuber und Daniel Scharmann gegründet. Der Verein gehörte dem Dachverband der ASKÖ an. 
Die Wurzeln des FSC lagen im Jahr 1995, als man unter dem Teamnamen Lippiwirt die ersten nationalen und internationalen Erfolge für sich verbuchen konnte (beispielsweise wurde man Österreichischer Beach Soccer Meister in den Jahren 1998 und 1999 sowie Sieger des internationalen tipp3 Beach Soccer Turniers 2004 auf der Wiener Donauinsel). Später spielte man unter dem Namen des Universitätssportzentrum Restaurants Graz („USZ Restaurant“), wo man unter anderem sieben Mal die Steirisch-Akademische Hallenmeisterschaft (1997 bis 2002 sowie 2004 und 2006) gewinnen konnte. 
2007/08 nahmen die Grazer erstmals an der Österreichischen Futsal-Bundesliga teil und wurden auf Anhieb Meister. Dank dieses Titels konnte man am UEFA Futsal Cup 2008 teilnehmen, wo man gegen die Futsal-Landesmeister aus Andorra (Madriu), Schweiz (Zürich) und Lettland (Riga) spielte. Nach Siegen gegen Madriu (4:1) und Zürich (4:2) verlor man allerdings das entscheidende Spiel gegen Riga mit 6:7 und verpasste somit den Aufstieg in die nächste Runde. In dieser Saison konnte man auch den Österreichischen Futsal Supercups 2008 gegen den Cupsieger Stella Rossa tipp3 gewinnen. 
In der Saison 2008/09 belegte der 1. FSC Graz den dritten Platz in der Bundesliga. Die bekanntesten Spieler des FSC waren die ehemaligen Sturm Graz-Profis Günther Neukirchner, Markus Schopp, Gilbert Prilasnig und Jan-Pieter Martens.

## Erfolge
- Österreichischer Futsal-Meister (1): 2007/2008
- Österreichischer Futsal-Superscupsieger (1): 2007/08
- 2. Platz der Preliminary Round und Gastgeber beim UEFA Futsal Cup (6 Punkte aus 3 Spielen)